# Laurie Venn
Laurie Venn (* 24. August 1953 in Melbourne) ist ein ehemaliger australischer Radrennfahrer.
1972 wurde Laurie Venn Profi-Rennfahrer. 1975 belegte er bei den australischen Meisterschaften im Zweier-Mannschaftsfahren Platz drei.  Ab 1977 verbrachte er mehrere Renn-Saisons in Europa, vor allem in Belgien. 1979 und 1981 gewann er das Austral Wheel Race, 1980 die National Party Tour. 1985 wurde er Australischer Meister im Straßenrennen. Bei der Herald Sun Tour entschied er in verschiedenen Jahren insgesamt 24 Etappen für sich. Er startete auch bei zehn Sechstagerennen; 1978 gewann er das von Launceston gemeinsam mit Fred Atkins.
1974, 1980 und 1985 wurde Venn in Australien als „Cyclist of the Year“ (Radsportler des Jahres in Australien) mit der „Sir Hubert Opperman Trophy“ ausgezeichnet.